# 오광진
오광진(1987년 6월 4일 ~ )은 대한민국의 축구 선수이며 포지션은 미드필더였다.

## 축구인 경력

### 선수 경력
울산대학교를 거쳐 2010 K리그 드래프트에 지원하여 울산 현대의 지명을 받고 입단하였다. 하지만 주전 경쟁에 어려움을 겪다가 K리그 경남 FC로 이적하였고, 별다른 활약을 보이지 못하고 내셔널리그 김해시청으로 이적하였다.
김해시청에서 활약하고 있던 2013년 K리그 챌린지 수원 FC로 이적하여 프로 무대로 복귀하였다.
2016 시즌을 앞두고 대구 FC로 이적하였다.
현재는 조광래 축구재단 진주동중 감독으로 재직 중이다.
2018년 팀 후배들을 폭행, 가혹행위, 성추행 등으로 괴롭혔던 악행들이 드러나 오광진의 답변을 기다리고 있다.